# René Leduc (constructeur amateur d'avions)
Pour les articles homonymes, voir René Leduc et Leduc.
René Leduc, né le 12 mars 1907 à Saint-Père-en-Retz (Loire-Atlantique), mort le 25 novembre 1990 dans la même ville, est un constructeur amateur d'avions, détenteur de plusieurs records.

## Biographie
Alors qu'il n'est qu'un petit garçon, René Leduc rencontre le pionnier de l'aviation Alexis Maneyrol (1891-1923), originaire de Frossay, une petite ville située à quelques kilomètres de Saint-Père-en-Retz. Ses obsèques, alors qu'il n'est âgé que de 16 ans et demi, sont un choc. Il commence à construire en amateur quelques avions légers, ses premiers modèles le « RL1 » et « RL2 » sont des échecs.
Leduc ne se laisse pourtant pas décourager et finit par construire le « RL12 » qui est très en avance sur son temps. Son système ressemble d'ailleurs à un ULM avant l'heure. Il est cependant détruit pendant les bombardements de la Seconde Guerre mondiale. Parallèlement il travaille à Bouguenais pour la société nationale des constructions aéronautiques de l'Ouest (SNCAO). Son salaire lui permet d'investir davantage pour la réalisation de ses avions. Le 13 juin 1949, son « RL16 » lui permet de battre deux records d'altitude en montant à 7 788 mètres.
Son apogée arrive avec le « RL21 », construit entre 1954 et 1960 dans son appartement à Nantes avec l'aide de sa famille et de ses amis. Ne pouvant plus voler pour des raisons de santé, il laisse le soin au chef-pilote de son aéro-club Raymond Davy de pulvériser les records. Malgré son manque de moyens et un moteur de seulement 135 cv., il réussit à battre un premier record de vitesse à Nantes le 13 octobre 1960 à la date anniversaire de la mort d'Alexis Maneyrol. Grâce à ce premier record de vitesse, il réussit en 1963 à monter un moteur de 160 cv. qui lui permet de dépasser la vitesse de 350 km/h. Il fait ainsi tomber deux records (catégorie -500 et -1 000 kg),.
Une fois à la retraite, il retourne à Saint-Père-en-Retz pour être auprès de sa famille, notamment de son proche cousin Justin. Il partage sa passion avec les jeunes de la commune et malgré sa retraite officielle de l'aviation, il continue à travailler sur des projets avec son fils, comme par exemple sur l'ULM « RL24 ». Il garde précieusement son « RL21 » jusqu'à sa mort. Aujourd'hui classé monument historique, il est fait don par la famille et exposé au Grenier de l'Aviation à Saint-Herblain qui continue à accueillir les curieux et passionnés.
Il est préservé par la famille Leduc qui, après l'avoir prêté à l'Aéroscope à Nantes, le confie en 2021 à Espace Air Passion à Angers.

## Publication
- Vers les champs bleus du ciel (Monographie), Paimbœuf (Loire-Atlantique), Éditions du Pays de Retz, 1986, 126 p., 21 cm (BNF 36272320).

### Note
1. ↑  Espace René Leduc, Mairie de Saint-Père-en-Retz.